# László Gyurovszky
László Gyurovszky est un homme politique slovaque, né le 30 septembre 1959 à Šaľa.
À partir du 16 octobre 2002, il a exercé les fonctions de ministre de la Construction et du Développement régional (slovaque : minister výstavby a regionálneho rozvoja ) dans le deuxième gouvernement de Mikuláš Dzurinda.